# Танго је тужна мисао која се плеше
Танго је тужна мисао која се плеше је српски филм снимљен 1997. године који је режирао Младомир Пуриша Ђорђевић за који је и написао сценарио.